# Anthony Atala
Anthony Atala (ur. 14 lipca 1958 w Peru) – profesor urologii W.H. Boyce'a i dyrektor Wake Forest Institute for Regenerative Medicine oraz kierownik Katedry Urologii w Wake Forest School of Medicine w Karolinie Północnej. Medycyna regeneracyjna jego zdaniem jest praktyką, której celem jest odnawianie chorych lub uszkodzonych tkanek przy użyciu własnych zdrowych komórek organizmu.

## Życiorys
Atala urodził się w Peru i wychowywał się w Coral Gables na Florydzie. Atala uczęszczał na Uniwersytet Miami, gdzie uzyskał dyplom z psychologii. Uczęszczał do szkoły medycznej na Uniwersytecie w Louisville, gdzie ukończył również rezydencję w dziedzinie urologii W latach 1990–1992 był stypendystą Szpitala Dziecięcego w Bostonie przy Harvard Medical School, gdzie szkolił się pod okiem pediatrycznych chirurgów urologicznych Alana Retika i Hardy'ego Hendersona. Pracował jako dyrektor Laboratorium Inżynierii Tkanek i Terapii Komórkowej w Bostońskim Szpitalu Dziecięcym. Zajmował się tam hodowlą tkanek i narządów ludzkich w celu zastąpienia tych uszkodzonych przez chorobę lub wadę. Praca ta stała się ważna ze względu na niedostateczną liczbę dawców organów.
Atala kontynuował pracę w dziedzinie inżynierii tkankowej i organów nadających się do druku po przeniesieniu się do Centrum Medycznego Baptystów w Wake Forest i Szkoły Medycznej w Wake Forest w 2004 roku. Atala kierował zespołem, który opracował pierwszy laboratoryjnie wykonany organ (pęcherz moczowy) możliwy do wszczepienia człowiekowi.
Wraz z badaczami z Uniwersytetu Harvarda i jak opisano w czasopiśmie Nature Biotechnology Atala ogłosił, że z wód płodowych ciężarnych kobiet można pobierać komórki macierzyste. Komórki te są pluripotentne, co oznacza, że można nimi manipulować w celu rozróżnienia na różne rodzaje dojrzałych komórek tworzących tkanki nerwowe, mięśniowe, kostne i inne, unikając jednocześnie problemu powstawania guza i obaw etycznych związanych z embrionalnymi komórkami macierzystymi.
W 2011 roku został wybrany do Instytutu Medycyny Narodowej Akademii Nauk Stanów Zjednoczonych. Został wybrany przez czasopismo Scientific American jako lider zabiegów medycznych roku za wkład w dziedzinie regeneracji komórek, tkanek i narządów. Praca doktora Atali znalazła się w pierwszej dziesiątce najlepszych medycznych przełomów roku tygodnika Time, zaś w 2007 roku znalazła się w czołówce magazynu Discover Science Magazine w dziedzinie medycyny.
Jest członkiem rady redakcyjnej czasopisma naukowego Rejuvenation Research oraz krajowej rady doradców High Point University.